# Atsushi Nakajima
Atsushi Nakajima (中島 敦, Nakajima Atsushi, 5 mai 1909 à Tokyo - 4 décembre 1942 d'une pneumonie) est un auteur japonais.
Issu d’une famille d’érudits chinois, il avait une connaissance approfondie des œuvres chinoises classiques. Il était également féru de littérature européenne. Il a reçu le prix Mainichi de la culture en 1949 pour son roman Nakajima Atsuji zenshū.

## Traductions françaises
- Histoire du poète qui fut changé en tigre, Allia, 2010.
- Trois romans chinois, Allia, 2011.
- La Mort de Tusitala, Anacharsis, 2011.
- Le Mal du loup, Allia, 2012.